# Aphis newtoni
Aphis newtoni är en insektsart som beskrevs av Theobald 1927. Aphis newtoni ingår i släktet Aphis och familjen långrörsbladlöss. Enligt den finländska rödlistan är arten sårbar i Finland. Arten är reproducerande i Sverige. Artens livsmiljö är parker, gårdsplaner och trädgårdar. Inga underarter finns listade i Catalogue of Life.